# Traversetolo
Traversetolo (en dialecte parmesan Travarsèddol) est une commune italienne de la province de Parme, dans la région Émilie-Romagne.

## Administration
| Période                                  | Période | Identité | Étiquette | Qualité |
| ---------------------------------------- | ------- | -------- | --------- | ------- |
|                                          |         |          |           |         |
| Les données manquantes sont à compléter. |         |          |           |         |

### Hameaux
Bannone, Castione de Baratti, Guardasone, Mamiano, Sivizzano, Torre, Traversetolo, Vignale.

### Communes limitrophes
Canossa, Lesignano de' Bagni, Montechiarugolo, Neviano degli Arduini, Parme, San Polo d'Enza.

### Jumelages
- Oraison (France) depuis le 14 juillet 1980.